# Eneas da Conceiçao
Eneas da Conceiçao Souza (n. Brasil; 25 de mayo de 1982) es un exfutbolista brasileño. nacionalizado costarricense, jugaba como delantero y es recordado por la calidad y habilidad que tenía al regatear durante su tiempo en el Santos de Guápiles y el Club Sport Cartaginés.

## Clubes
| Club                  | País                  | Año               |
| --------------------- | --------------------- | ----------------- |
| Santos de Guápiles    | Bandera de Costa Rica | 2007 - 2011       |
| Club Sport Cartaginés | Bandera de Costa Rica | 2011 - Actualidad |